# I cieli della sera
I cieli della sera è un romanzo di Michele Prisco, pubblicato nel 1970. Lo stesso anno il libro vinse il Premio Napoli per la narrativa.
Il libro è stato tradotto in francese e inglese.

## Trama
Davide torna alla casa della sua famiglia e della sua infanzia in una sera primaverile. Egli da molti anni vive in una città del Nord d'Italia, ospitato da parenti, dopo la tragedia che stroncò le vite dei suoi genitori. Ora vuole rivedere la sorella Giustina che, in tutto questo tempo, è rimasta a custodire la casa e ha intrattenuto col fratello solo un rapporto epistolare.
I fatti che sconvolsero le loro vite continuano a non avere una spiegazione vera per Davide, che odia la violenza e rifiuta di giustificare quanto è avvenuto. Attaccatissimo alla madre, di nome Bianca e morta suicida, il ragazzo porta rancore al padre Vinicio che, un anno dopo la scomparsa della moglie, ha ucciso il suo amico di sempre Arnaldo Ferri e si è quindi tolto la vita.
La sola idea che ci fosse stata una relazione tra Bianca e Arnaldo Ferri non regge per varie ragioni. Inoltre, la vedova di Ferri non ha voluto che ci fossero ulteriori indagini, ed anzi la donna, negli anni, ha coltivato un inesplicabile rapporto con Giustina, nonostante il fatto che ella sia figlia di chi le ha fatto tanto male.
Di fatto, Giustina e Marta Ferri hanno vissuto attaccate alle memorie del passato, senza pretendere spiegazioni, almeno così pensa Davide, che invece vuole capire. Di fronte a molto parlare, egli continua a vedere nel padre né più né meno che un assassino e non trova ragioni per comprenderlo, anzi, vuole spezzare la catena che si porta dentro e vivere libero da una presunta eredità di tragedia.
E l'indagine lo porterà a scoprire che non il padre, bensì l'adoratissima madre, ha messo in moto l'ingranaggio di morte. Ossessionata da ricordi di collegio, Bianca odia profondamente Marta e la vuole punire attraverso il proprio suicidio. Marta lo sa, ma il marito Vinicio, attratto nella spirale di follia della moglie, completa la rovina di tutti con due colpi di pistola, uno per sé, l'altro per Arnaldo.
Dopo questa ultima, atroce scoperta, Davide non ha più nulla da salvare della sua famiglia così amata, della sua infanzia, così bella da avergli creato tante illusioni. Fermo nella convinzione che violenza e morte non siano e non debbano diventare un'eredità perpetua, si congeda da Giustina e lascia per sempre quei luoghi.

## Personaggi
- Davide: giovane sulla trentina, era bambino durante la Seconda guerra mondiale e prossimo all'adolescenza, allorché perse entrambi i genitori, a distanza di un anno.
- Giustina:  sorella di Davide, descritta come molto maggiore di lui, sebbene al tempo della perdita dei genitori dovesse essere ancora minorenne (uno zio divenne il tutore dei due fratelli).
- Marta Ferri: vedova di Arnaldo Ferri, l'uomo ucciso dal padre di Davide e di Giustina.

## Edizioni
- M. Prisco, I cieli della sera, Milano, Rizzoli, 1970.